# Rio Gârbova (Secaş)
O Rio Gârbova é um rio da Romênia, afluente do Secaş, localizado no distrito de Sibiu,
Alba.